# Sambo na Evropských hrách 2015
Soutěže zápasu sambo na I. Evropských hrách proběhly v areně Hejdara Alijeva v Baku ve dnech 22. června 2015.

## Informace a program turnaje
- seznam účastníků

- PO – 22. 6. 2015 – muži (−57 kg, −74 kg, −90 kg, +100 kg), ženy (−52 kg, −60 kg, −64 kg, −68 kg)

## Česká stopa
- bez účasti

## Výsledky

### Muži
| Kategorie | Podrobně | Zlato                   | Stříbro                 | Bronz                      | Bronz                      |
| --------- | -------- | ----------------------- | ----------------------- | -------------------------- | -------------------------- |
| −57 kg    |          | Ajmergen Atkunov (RUS)  | Islam Gasimov (AZE)     | Vladislav Burdz (BLR)      | Vachtang Chidrašvili (GEO) |
| −74 kg    |          | Stěpan Popov (BLR)      | Amil Gasimov (AZE)      | Kachaber Mamulašvili (GEO) | Azamat Sidakov (RUS)       |
| −90 kg    |          | Alsim Černoskulov (RUS) | Andrej Kazusjonok (BLR) | Davit Karbelašvili (GEO)   | Radvilas Matukas (LTU)     |
| +100 kg   |          | Arťom Osipenko (RUS)    | Vasif Safarbajov (AZE)  | Jurij Rybak (BLR)          | Razmik Tonojan (UKR)       |

### Ženy
| Kategorie | Podrobně | Zlato                    | Stříbro                   | Bronz                         | Bronz                   |
| --------- | -------- | ------------------------ | ------------------------- | ----------------------------- | ----------------------- |
| −52 kg    |          | Anna Charitonovová (RUS) | Nazakat Chalilovová (AZE) | Magdalena Varbanovová (BUL)   | Rūta Aksionovová (LTU)  |
| −60 kg    |          | Jana Kostěnková (RUS)    | Kalina Stefanovová (BUL)  | Jekatěrina Prokopenková (BLR) | Daniela Hondiuová (ROU) |
| −64 kg    |          | Taťjana Macková (BLR)    | Olena Sajková (UKR)       | Anna Ščerbakovová (RUS)       | Sarah Loková (FRA)      |
| −68 kg    |          | Ivana Jandrićová (SRB)   | Olga Namozovová (BLR)     | Céline Condéová (FRA)         | Olga Zacharcovová (RUS) |